# Kaiserin Maria Theresia (Schiff, 1892)
Die Kaiserin Maria Theresia, ab 1919 Feldkirch, war ein Halbsalondampfer der k.k. Staatsbahnen (kkStB) auf dem Bodensee mit Heimathafen Bregenz. Das nach der österreichischen Erzherzogin Maria Theresia benannte Schiff war von 1885 bis 1937 im Dienst.

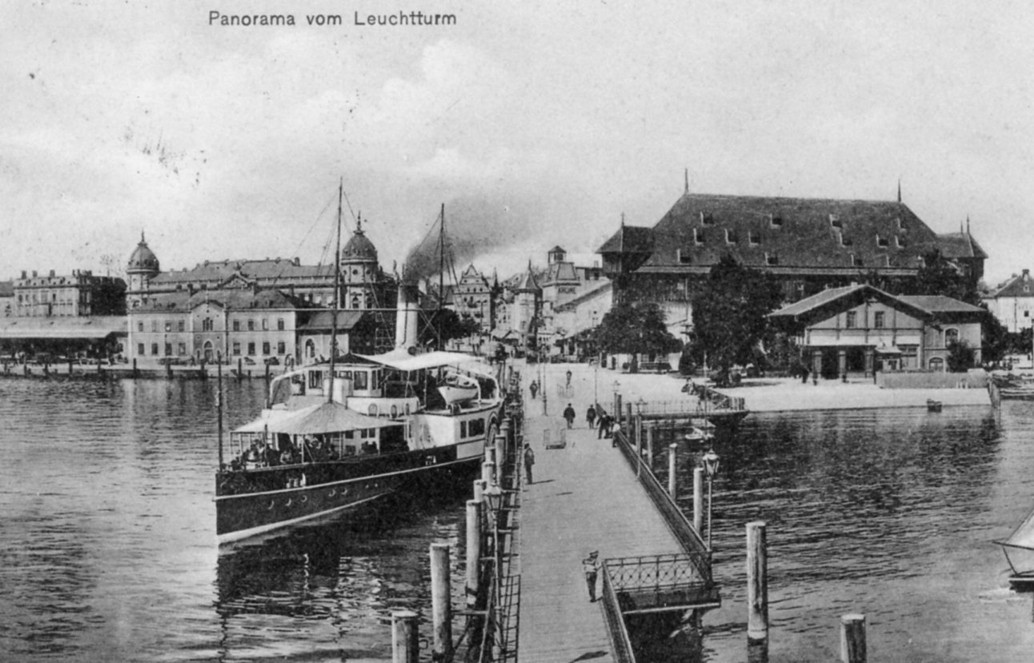
Die Kaiserin Maria Theresia um 1905 in Konstanz

Mit der Kaiserin Maria Theresia stellten die k.k. österreichischen Staatsbahnen ihr letztes Schiff der sogenannten „Kaiserklasse“, die aus den bauartähnlichen Dampfern Kaiser Franz Josef I., Kaiserin Elisabeth und Kaiserin Maria Theresia bestand, in Dienst.
Nach dem Ersten Weltkrieg mussten die österreichischen Schiffe umgetauft werden, wenn ihre Namen an die Habsburgermonarchie erinnerten. So wurde nach dem Ersten Weltkrieg aus dem Schiff das SD Feldkirch, benannt nach der Vorarlberger Stadt im Rheintal.
1931 wurde die Feldkirch in die Reserve genommen und ein Jahr später ausgemustert. 1937 wurde das Schiff abgebrochen.